# Vovčans'k
Vovčans'k (in ucraino Вовчанськ?; in russo Волчанск?, Volčansk) è una città ucraina (17 459 abitanti) situata nel distretto di Čuhuïv, nell'oblast' di Charkiv. Ospita l'amministrazione della comunità territoriale di Vovčans'k, una delle comunità territoriali dell'Ucraina.
Fino al 18 luglio 2020 Vovčans'k è stato il centro amministrativo del distretto di Vovčans'k abolito come parte della riforma amministrativa dell'Ucraina, che ha ridotto a sette il numero dei distretti dell'oblast' di Charkiv. L'area del distretto di Vovčans'k è stata fusa nel distretto di Čuhuïv
Questa città, posta nella parte orientale dell'Ucraina, fu fondata nel 1674.